# Christophe Dechavanne
Pour les articles homonymes, voir Dechavanne.
Christophe Dechavanne  est un animateur de télévision, animateur de radio, chroniqueur, producteur, et acteur français, né le 23 janvier 1958 à Paris.
Il est animateur de radio sur Radio 7 et France Inter et anime une version radiophonique du Trivial Pursuit en 1985 sur Europe 1.
Il débute à la télévision, lors de l'été 1983, à l'animation du jeu Super défi diffusé avant le journal de 20 heures de TF1 mais se fait connaître du grand public en présentant le divertissement C'est encore mieux l'après-midi sur Antenne 2 à partir de 1985.
Recruté en 1987 par la chaîne TF1 privatisée, il devient l'un des animateurs les plus populaires de France grâce aux émissions-débats Ciel, mon mardi ! et Coucou c'est nous !.
Après l'échec de Tout le toutim en première partie de soirée en 1994, il anime une nouvelle version de Coucou c'est nous ! (dont le titre est abrégé en Coucou !) et présente le talk-show Comme un lundi.
En 1997, il retrouve le service public et anime, sur France 2, les émissions Télé Qua Non et Du fer dans les épinards ainsi que des soirées spéciales.
Après un passage sur la chaîne Comédie ! en 1999, il revient sur TF1 et relance sa carrière télévisuelle avec le retour de Ciel, mon mardi !, en animant des divertissements tels que Les 100 plus grands..., des émissions consacrées aux animaux, des spéciales Coucou c'est nous, des émissions de téléréalité comme La Ferme Célébrités, puis en présentant des jeux télévisés, notamment La Roue de la fortune, Une famille en or, Wish List : La Liste de vos envies et The Wall : Face au mur. Il coanime des émissions sur TMC, dans le même groupe. Entretemps, il présente brièvement l'émission Tenue de soirée sur Canal+ en 2002 lors du Festival de Cannes.
Il a coanimé le plus grand nombre de ses émissions avec son acolyte Patrice Carmouze des années 1980 aux années 2010, mais a présenté des programmes avec Michel Drucker, Philippe Bouvard, Frédéric Mitterrand, Jean-Claude Narcy, Jean-Pierre Pernaut, Évelyne Dhéliat, Claire Chazal, Patrick Poivre d'Arvor, Charles Villeneuve, Carole Rousseau, Valérie Bénaïm, Sandrine Quétier, Alexia Laroche-Joubert, Mareva Galanter, Laurence Boccolini, Victoria Silvstedt, Liane Foly, Gilles Bouleau ou encore Marine Lorphelin.
Absent des antennes de TF1 depuis l'échec de Je suis une célébrité, sortez-moi de là en 2019, il quitte officiellement la chaîne en 2021 pour rejoindre C8, où il reprend les rênes du jeu À prendre ou à laisser pendant deux semaines.
Du 27 septembre 2022 au 19 février 2025, il est à la présentation de l'émission Les Orages de la vie sur la chaîne belge RTL-TVI, et en même temps « invité permanent » chez Léa Salamé dans le talk-show Quelle époque ! sur France 2. Fin février 2025, il est condamné pour conduite sous stupéfiants : la chaîne belge arrête Les Orages de la vie, et Christophe Dechavanne se retire de Quelle époque !.
Il est cofonde la société de production de télévision Coyote qu'il dirige du 16 janvier 1989 au 21 mars 2024.
À la radio il présente, d'août à décembre 2000, Les Grosses Têtes sur RTL, en remplacement de Philippe Bouvard, et en devient l'un des sociétaires de 2015 à 2019, dans la version de Laurent Ruquier.

## Biographie

### Jeunesse et formation
Christophe Dechavanne-Binot est issue d'une famille juive française: sa mère est une rescapée de la shoah,. Il naît dans le 16e arrondissement de Paris. Son père est promoteur-marchand de biens et sa mère journaliste-pigiste s'étant occupée un temps d'un magasin d'antiquités avenue Théophile-Gautier.
Il est scolarisé au lycée Fénelon Sainte-Marie dans le 8e arrondissement parisien.
En 1974, à 16 ans, il est présent sur la Deuxième chaîne couleur de l'ORTF dans l'émission Le Grand Échiquier de Jacques Chancel. Il y témoigne de son admiration pour le pianiste Alexis Weissenberg, présent sur le plateau. L'année suivante, en 1975, on le voit dans le documentaire De Paris et d'ailleurs.
Après des études de dessin à l'Académie Roederer de Paris, il s’inscrit à l'École supérieure des professions immobilières (ESPI). Jusqu’au début des années 1980, il gagne sa vie dans l’immobilier en rénovant des appartements.

### Débuts en radio et à la télévision
Christophe Dechavanne abandonne ses activités immobilières en 1982 pour entamer une carrière d'homme de radio sur Radio 7 et France Inter. Il réalise quelques reportages pour l'émission Temps X, présentée par les frères Bogdanoff.
Durant l'été 1983, il fait ses débuts en tant qu'animateur de télévision sur TF1 avec Super Défi, un jeu télévisé où de jeunes concurrents s'opposent sur une console de jeux vidéo. En 1984, sur Canal+, dans l'émission 7/9 de Michel Denisot, il tient une rubrique sur l'informatique, les gadgets, puis la météo, en alternance avec un autre jeune débutant, Alain Chabat.  En 1985, la productrice Dominique Cantien le recrute pour une émission d’accueil quotidienne, diffusée l'après-midi sur Antenne 2. C'est encore mieux l'après-midi, qu'il anime durant deux ans. Christophe Dechavanne impose un style très dynamique et convivial et développe, peu à peu, un certain talent d'improvisation. Durant l'été 1986, il présente l'éphémère Toutes folles de lui, émission diffusée le samedi soir.

### Consécration sur TF1
Dechavanne choisit de quitter le service public pour rejoindre TF1, la première chaîne française nouvellement privatisée, déclinant une proposition de La Cinq. Il y présente d'abord en 1987 un débat télévisé, Panique sur le 16, arrêté en février 1988, qui ne rencontra pas un franc succès, et surtout Ciel, mon mardi !. Cette émission de débat, diffusée en deuxième partie de soirée, attire jusqu'à 6 millions de téléspectateurs. Il est alors rémunéré 300.000 francs par mois.
À la suite d'un reportage dans Ciel mon mardi !, sur la new beat où il cherche, comme à l'accoutumée, à attiser la polémique, les tenants du style répliquent par plusieurs titres (Bassline Boys, On se calme ; Dr Smiley L'Écho Dechavanne, etc.). Christophe Dechavanne obtiendra l'interdiction à la vente du morceau L’Écho Dechavanne grâce à une ordonnance du tribunal de première instance séant à Bruxelles. « Notre Cricri a malheureusement perdu son fameux sens de l'humour (de la tarte à la crème) et s'est empressé de faire interdire l'objet raffiné du délit new beat. »
En 1989, il crée sa société de production, Pro C.D. (plus tard rebaptisée Coyote) qui produira ensuite toutes ses émissions. En 1992, il arrête Ciel, mon mardi ! en plein succès, pour une émission quotidienne diffusée avant le journal de 20 heures, intitulée Coucou c'est nous !. Elle le propulse en tête des personnalités de TF1 et des animateurs télé de l'époque. Sa société de production fonctionne à plein régime et ses bons résultats lui permettent de diversifier ses activités grâce aux émissions présentées en solo par Patrice Carmouze, Sophie Favier (Sophie sans interdit) et Pierre Bellemare (Faut pas pousser),, mais aussi à travers les reportages et la musique via Clebs Music, une filiale aujourd'hui disparue.

### Conflit avec TF1 et départ sur France 2
Deux ans plus tard, usé par le rythme quotidien et la peur de la routine, Christophe Dechavanne arrête en plein succès Coucou c'est nous !. C'est ainsi qu'en septembre 1994, alors au sommet de sa popularité et figure numéro un de la chaîne, il se voit offrir la prestigieuse tranche de première partie de soirée. L'animateur lance Tout le toutim, un talk-show bénéficiant de plus de moyens et d'un plus grand plateau. Néanmoins, l'émission déçoit et est annulée au bout de quatre numéros. À la suite de cet épisode, Patrick Le Lay, le président de TF1, qualifie Dechavanne d'« accident industriel » durant une conférence de presse. S'ensuit une bataille juridique entre TF1 et Coyote, cette dernière n'appréciant pas la déprogrammation brutale de l'émission. La société de Christophe Dechavanne obtient gain de cause, et les deux parties s'accordent sur un retour à l'antenne de Coucou c'est nous ! (rebaptisée Coucou !), en janvier 1995. Le concept ne rencontre plus le même succès et l'émission est devancée par sa concurrente sur France 2, Studio Gabriel de Michel Drucker,. En 1996, il présente Comme un lundi, une émission de débats de deuxième partie de soirée organisée dans une station de métro reconstituée. Deux équipes, les pour et les contre, sont réparties sur chacun des deux quais.
Il présente le 7 avril 1994 avec Frédéric Mitterrand le premier Sidaction, retransmis en direct sur toutes les chaînes hertziennes généralistes françaises.
Dans la saison 1996-1997, il quitte TF1 pour France 2 où il présente Télé Qua Non et Du fer dans les épinards. Il anime quelques émissions spéciales en première partie de soirée: Les beaux joueurs, Aime comme Maman.
En 1999, Dechavanne n'est plus à l'antenne. La situation va durer quelques années, durant lesquelles il travaille dans les rédactions de RTL et Europe 1, et de manière éphémère pour Comédie! (La Grosse Émission) et Canal+ (Festival de Cannes).

### Relancement de carrière sur TF1
Son retour en 1999 s'effectue en grande pompe. En effet, il revient en présentant la tranche 17h-20h de l'émission de passage à l'an 2000 "Millénium" avec Jean-Claude Narcy et Valérie Bénaïm.
En 2000, Dechavanne renoue avec TF1 et relance Ciel, mon mardi ! en septembre. La nouvelle formule est diffusée durant une seule saison, la chaîne ne souhaitant pas reconduire l'émission qui s'arrête en juin 2001. En septembre de la même année, il présente Tant qu’il y aura un homme, entouré d'une équipe de chroniqueuses entièrement féminine, avec notamment Anne Depétrini, Sophie Fontanel et Stéphanie Loing. Des résultats décevants en matière d'audience poussent TF1 à annuler sa diffusion après trois numéros, l'émission étant passée de 1,5 million de téléspectateurs à 792 000.
Sans émission sur TF1, il fait un bref passage à Canal+ pour le Festival de Cannes 2002 avec l'émission Tenue de soirée.
En 2003, il relance sa carrière télévisuelle en participant à l'émission de téléréalité Nice People avec notamment Sophie Favier, son ancienne collaboratrice de Ciel, mon mardi !. L'émission réalise de bonnes audiences durant le séjour de Dechavanne, ce qui redonne ainsi confiance aux dirigeants de la chaîne. En février 2004, il présente "Coucou c'est nous !", 10 ans déjà sur TF1, qui est un succès. D'avril à juin 2004, il présente La Ferme Célébrités avec Patrice Carmouze, une téléréalité qui est reconduite l'année suivante,. De 2005 à 2010, ils présentent ensemble La Soirée de l'étrange.
Christophe Dechavanne anime des versions rajeunies de jeux télévisés de la première chaine : La Roue de la fortune en compagnie du mannequin suédois Victoria Silvstedt de 2006 à 2011 
et Une famille en or, qu'il coproduit avec la société FremantleMedia, de mai 2007 à février 2014.
Il apparaît dans la plupart de ses émissions avec son chien Adeck, un Jack Russell terrier. Depuis 2012, il a un autre Jack Russell terrier, prénommé Hello.

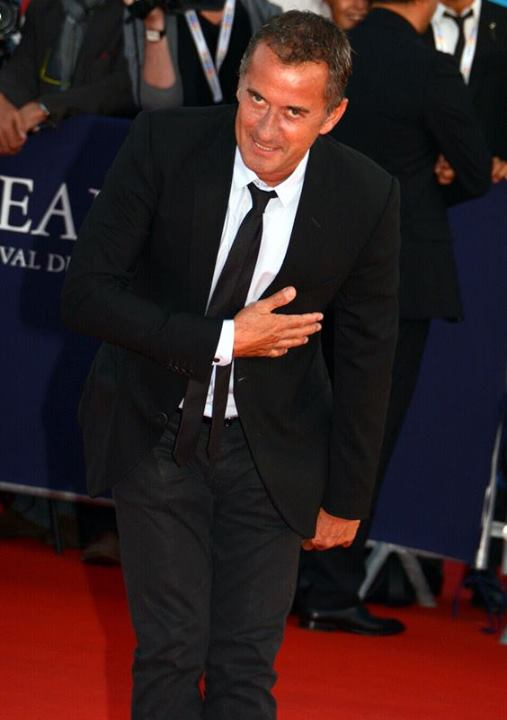
Christophe Dechavanne au festival de Deauville en 2013.

Il participe à des émissions spéciales. Il présente 100 plus grands…, une émission déclinée en plusieurs thèmes, produite comme La Ferme célébrités par Endemol, groupe dirigé par son ancien collaborateur Stéphane Courbit jusqu'en 2007. En 2008, il anime Nord / Sud : le grand match, ainsi que la soirée Qui sera le meilleur ce soir ?, en compagnie de Liane Foly. Un autre numéro, coprésenté avec Victoria Silvstedt et consacré aux enfants, est diffusé l'année suivante.
En novembre 2011, il revient aux émissions de débats avec Chac, diffusée en deuxième partie de soirée sur TMC. L'audience n'étant pas au rendez-vous, le programme s'arrête au bout de cinq numéros. Dechavanne reste néanmoins sur TMC avec Drôles d'animaux, coprésenté avec Patrice Carmouze.
Le 6 février 2015, il co-anime avec Gilles Bouleau un prime time événementiel à l'occasion des 40 ans de TF1. Il s'agit d'une émission essentiellement composée d'images d'archives. L'émission est baptisée TF1, 40 ans d'émotions partagées.
Le 6 mars 2015, l'animateur est aux commandes d'un jeu, Les extra-ordinaires (adapté de l'émission The Brain), diffusé en prime time et produit par Endemol. Le programme voit s'affronter plusieurs candidats au cours d'épreuves particulièrement difficiles, certaines faisant appel aux capacités mentales, d'autres aux capacités physiques. Tout au long de la soirée, les candidats s'affrontent, chacun dans leur spécialité. Il coanime le divertissement avec Marine Lorphelin ; Éric Antoine, Laurent Ournac et Caroline Vigneaux sont de la partie.
La même année, il indique travailler à un talk show pour TF1, produit par sa société Coyote. En février 2015, il affirme à ce sujet : « Ce sera une deuxième partie de soirée hebdomadaire avec de l'actu, de la détente de bonnet et un peu d'impertinence ; bref, quelque chose qui me ressemble. […] Je serai entouré de complices avec un peu de toutes les couleurs : droite, gauche, drôles, moins drôles, intellos ou pas. » Patrice Carmouze ne l'accompagne pas sur ce programme, Dechavanne indiquant : « Je veux faire autre chose », tout en assurant son camarade de son amitié. Le 29 septembre 2015, une altercation se produit durant le tournage du pilote de cette émission. Intitulée Épinglés, elle réunit chroniqueurs et invités. Charles Consigny, en tant que chroniqueur, critique le clip de Francis Lalanne : celui-ci l'insulte, puis le gifle. Les deux hommes quittent le plateau. Sur TF1, il anime les jeux Wish List : La Liste de vos envies en 2015-2016, puis The Wall : Face au mur de février à juillet 2017.
Le 21 mars 2017, C8 lui consacre l'émission Génération Dechavanne en prime-time avec des extraits de ses émissions, suivie de La 100e de "Ciel, mon mardi !" (de novembre 1990) diffusée dans son intégralité. Après la rediffusion du talk-show, il témoigne quelques instants avec Patrice Carmouze, notamment sur les coulisses du faux débat de cette 100e spéciale.
À l'occasion de la coanimation tournante lors de la 8e saison de Danse avec les stars, il coanime avec Sandrine Quétier le deuxième prime-time de la saison le 21 octobre 2017.
Fin février - début mars 2018, sur TF1, il participe à l'émission Bienvenue chez nous semaine spéciale « séjour à la ferme ». Il renouvelle l'expérience fin janvier 2019.
En 2019, il lance une nouvelle émission, Stars tout terrain, un road-trip en compagnie de deux personnalités, sur TF1, dont le premier numéro, tourné en février au Mexique avec Héléna Noguerra et Jean-Marc Généreux, est diffusé au premier semestre. Cette même année, il présente également, avec Laurence Boccolini, le retour de Je suis une célébrité, sortez-moi de là !, sur TF1, émission qu'il a présentée en 2006.
Fin novembre 2019, Christophe Dechavanne déplore son absence à l'antenne. Au cours d'une interview accordée au Parisien, il évoque « son manque » de ne pas avoir d'émission à présenter et essaie de trouver une raison à son « chômage forcé » : « Un homme blanc de 61 ans, ce n'est pas ce qu'on recherche à la télé ». « Avec TF1, je n'ai pas de contrat, pas de projet. Vingt fois, je leur ai proposé une grande soirée sur l'écologie baptisée Demain vous appartient. Vingt refus. »

### Passage sur C8
En 2021, absent des antennes de TF1 depuis plus de deux ans, il quitte officiellement le groupe pour rejoindre C8, en reprenant les rênes du jeu À prendre ou à laisser, du 14 juin au 25 juin, succédant ainsi à Arthur, Julien Courbet et Cyril Hanouna.

### Retour sur France 2 et animateur à la télévision belge
À la rentrée 2022, il devient « invité permanent », chez Léa Salamé, du talk-show Quelle époque ! ,  le samedi en deuxième partie de soirée sur France 2. Il présente également, depuis cette même année  sur la chaîne belge RTL tvi et en remplacement de Stéphane Pauwels, Les orages de la vie, un magazine dans lequel l'animateur part à la rencontre de personnalités ou d'anonymes racontant leur parcours de vie.
En février 2025, après sa condamnation pour excès de vitesse et conduite sous cocaïne, la chaîne RTL tvi arrête la diffusion de cette émission. Pour la même raison, le 1er mars 2025, Christophe Dechavanne se retire de l'émission Quelle époque !,.

### Producteur
Christophe Dechavanne dirige la société Coyote qu'il a créée en 1989 avec Fabrice Bonanno. Elle produit ses propres émissions, ainsi que des magazines télévisés dont Combien ça coûte ?, présenté par Jean-Pierre Pernaut depuis 1991 et Carte postale gourmande de Jean-Luc Petitrenaud.
Outre Une famille en or, Coyote produit toujours pour TF1 l'émission Bienvenue chez nous diffusée juste avant le jeu de Dechavanne.
Les Productions Clebs, filiale de sa société, produit des fictions pour TF1, dont Ma fille est innocente, téléfilm réalisé en 2007 par Charlotte Brandström,. En 2005 il fonde Titanium Entertainment, nouvelle filiale de Coyote, qui l'année suivante produit l'émission quotidienne On dit de vous. Le talk show présenté par Dechavanne est accessible aux abonnés de l'opérateur français de téléphonie mobile SFR.
En décembre 2015, une nouvelle filiale de Coyote voit le jour : Coyote Live. En effet, la société de Christophe Dechavanne produit, avec la société Connecting Live, la tournée Âge tendre, la tournée des idoles, qui fête ses 10 ans, sur les routes à partir de novembre 2016 avec une dizaine d'artistes. Du 4 au 11 novembre 2017, la tournée part en croisière avec 28 artistes. La tournée revient sur les routes en 2018 pour une onzième saison.
En 2021, Christophe Dechavanne entame une procédure judiciaire à l'encontre de M6 pour "parasitisme" et "préjudice moral". L'animateur estime que M6 s'est servi d'un projet que Coyote leur a présenté (mais qui n'a pas été retenu) pour créer sa nouvelle émission "Incroyables transformations" qui reprend le concept britannique que Christophe Dechavanne a souhaité importer d'Angleterre. Il espère récupérer 10 millions d'euros.
Le 21 mars 2024, il fait ses adieux à son entreprise. Dans un communiqué de presse, le groupe Sixtine annonce détenir désormais le contrôle et la présidence de Coyote Conseil, société de production fondée par Christophe Dechavanne en janvier 1989,.

### Animateur radiophonique
Christophe Dechavanne anime ses premières émissions de radio en 1982, sur Radio 7, puis France Inter. Il signe ses premiers reportages grâce au journaliste Jacques Esnous. En 1985, il anime sur Europe 1 la version radio du jeu de société Trivial Pursuit avant de se consacrer entièrement à la télévision.
À la fin des années 1990, sa carrière télévisuelle étant au creux de la vague, il fait son retour en radio. Il anime C'est bien de le dire lors de la rentrée 99 sur RTL. La direction de la station le charge ensuite de reprendre Les Grosses Têtes à partir de septembre 2000, après l'éviction de Philippe Bouvard, mais des chiffres d'audiences en forte baisse poussent RTL à annuler l'émission dès la fin du mois de décembre. L'animateur revient à l'antenne avec Elle est pas belle la vie, puis Happy Call, diffusée en fin d'après-midi sur RTL2.
En 2004 et 2005, il présente avec Patrice Carmouze une émission quotidienne sur Europe 1 de 15 h à 16 h 30.
En juin et juillet 2011, il remplace Cyril Hanouna à l'émission La Bonne Touche sur RTL. À la rentrée 2013, il rejoint l'équipe de Laurent Ruquier sur Europe 1 dans On va s'gêner. À l'occasion du Sidaction, Christophe Dechavanne anime le 4 avril 2014 sur Europe 1, assisté de Caroline Diament, une émission nocturne de libre antenne contre le sida, de 23 h à 3 h. L'émission On va s'gêner s'arrête en juin 2014, et Dechavanne quitte la station.
Après six mois sans activité radiophonique, il fait son retour à RTL en janvier 2015 en intégrant la bande des Grosses Têtes de Laurent Ruquier[réf. souhaitée].

### Comédien et doublage
Christophe Dechavanne prête sa voix au personnage de Crash l'opossum dans la version française du film d'animation américain L'Âge de glace 2, sorti en 2006. Il reprend le rôle dans L'Âge de glace 3 : Le Temps des dinosaures, sorti en 2009, L'Âge de glace 4 : La Dérive des continents, sorti en 2012, et L'Âge de glace 5 : Les Lois de l'Univers, sorti en 2016 et dans le téléfilm L'Âge de glace : Un Noël de mammouths sortie en 2010.
Il apparaît dans plusieurs téléfilms. Dans Hubert et le Chien, diffusé sur TF1 en avril 2007, rediffusé en 2009, il incarne un scientifique décalé et angoissé. Dans la comédie policière Braquage en famille, diffusée sur TF1 en septembre 2008, il tient le rôle d'un policier, fils d'un ancien cambrioleur interprété par Michel Aumont. Lors de leur première diffusion, les deux fictions réalisent respectivement des scores de 32 % et 24 % de part de marché.
En avril 2022, il apparaît sur France 2 dans un épisode de Capitaine Marleau, il tient le rôle d'un gendarme auprès de Corinne Masiero.

### Vie privée

#### Vie sentimentale
Christophe Dechavanne est père de trois enfants, de trois mères différentes : Pauline, née en 1987, dont la maman est la productrice Marie Genest, Paul-Henri, né en 1990, fruit de sa relation avec Isabelle, et Ninon, née en 1998, sa fille cadette qu'il a eue avec l'actrice Manon Saidani.
Il épouse en juillet 2004 l'ex-mannequin et chroniqueuse Stéphanie Long, à la mairie de Nançay, dans le Cher, en présence notamment de Patrice Carmouze et d'Antoine de Caunes. Le couple divorce en novembre 2005.
En juillet 2010, il se marie avec Sophie Lapointe, directrice chez BCBG. La cérémonie a lieu dans le 18e arrondissement, c'est le maire de Paris Bertrand Delanoë qui les unit. Le couple divorce un an plus tard.
En mai 2019, il officialise sa relation amoureuse avec Elena Foïs, de vingt-deux ans sa cadette, sœur de l'actrice Marina Foïs et de la journaliste et chroniqueuse  Giulia Foïs. Ils se séparent en 2023.

#### Autres
Il est daltonien,.
En janvier 2006, la revue de presse people Choc publie plusieurs photos montrant Christophe Dechavanne complètement nu, de face, en compagnie d'une jeune femme prénommée Zivar, qui serait sa compagne. Elles auraient été prises le 2 janvier, au Huvafen Fushi, un luxueux hôtel des îles Maldives où l'animateur passe ses vacances. Le 2 février, Christophe Dechavanne a réussi à obtenir un retrait des kiosques du magazine, l'avocat de l'animateur, François Stefanaggi, affirmant que « dans ces photos, il n'y a aucune volonté d'informer ».
Le 17 mai 2012, il est victime d'un accident de la route sur l'île de Bali. Percuté par une moto, il est sérieusement blessé (fractures diverses et gros hématomes), mais il s’en sort finalement avec une longue convalescence. Il raconte avec humour sa mésaventure sur Twitter : « Alors voilà : j'étais à pied, un motard m'a trouvé très attirant sûrement car il m'a fauché à 40 km/h environ. Résultat : un polytraumatisé, moi. C'était le 17 mai. J'ai géré le truc dans mon coin. Pas mal de petites fractures. Nez, os sinus, pied, maxillaire droit, mollet gauche et poignet gauche. Alive ! Merci à la bonne étoile qui me permet de vous “parler” calmement maintenant. Vous m'avez encore sur le dos, les amis, pour un bout de temps…. »
En mai 2016, il évoque sur le plateau de l'émission Salut les Terriens ! le décès de son père, mort des années auparavant : « Moi, j'ai été touché par quelqu'un de très très proche qui est mort très jeune : mon père, qui est mort de l'alcoolisme à 54 balais. »
Le 10 juillet 2016, convié à l'émission de Déborah Grunwald Dans le Rétro, il révèle la mort de sa mère et celle de sa sœur, disparue à l'âge de 60 ans.

## Engagements
Présentateur du premier Sidaction, et figurant parmi les premières personnalités à proposer le préservatif à un franc, il conclut traditionnellement ses émissions par la formule « Sortez couverts ! », allusion au port du préservatif. En mars 2009, il réagit aux déclarations du pape Benoît XVI sur le préservatif et la contraception. Dechavanne est le parrain de l'opération Sortez Couverts !, organisée par l'association Croix verte et ruban rouge et la société Polidis, qui permet de trouver des préservatifs au prix de 16 centimes l'unité dans les pharmacies françaises.
Il participe à Toute la télé chante pour sidaction en 2014 sur France 2.
En septembre 2014, il participe au single inédit Kiss and Love au profit du Sidaction,.
En mars 2015, il participe à l'émission Toute la télé chante pour le Sidaction sur France 2, où il chante avec Shy'm la chanson Comme un boomerang.
En novembre 2023, il participe à l'émission Les super-pouvoirs de l'océan — diffusée en prime-time sur France 2 — qui permet de collecter 1,2 million d'euros au profit de la préservation des océans.

## Affaires judiciaires
En août 2015, Christophe Dechavanne est flashé à 218 km/h sur l'autoroute A71 en Sologne, près de Nouan-le-Fuzelier, au volant d'une Audi RS4. Le 8 octobre 2015, il comparaît devant le tribunal de police de Blois, qui le condamne à une amende de 1 000 € et une suspension de permis de quatre mois.
En 2019, il commet un grand excès de vitesse et est condamné en 2020 pour cette infraction à une amende et une suspension de permis de trois mois.
En juillet 2021, il est jugé par le tribunal correctionnel de Blois pour conduite sous stupéfiants. Il est condamné à une amende et à une suspension de permis de six mois.
En août 2024, interpellé à hauteur de Toulon-sur-Allier pour un excès de vitesse important (120 km/h au lieu de 80 km/h) au volant d'une Porsche 911, l’animateur reconnaît dans un premier temps, avoir consommé de la cocaïne et du cannabis quelques jours auparavant, avant de se rétracter. Contrôlé positif aux stupéfiants, il est accusé d’avoir conduit en ayant fait usage de substances ou plantes classées comme stupéfiants, en récidive. Absent lors de son audience le 20 février 2025 devant le tribunal correctionnel de Moulins, il est condamné à 1 200 euros d'amende, à une annulation du permis de conduire et l'interdiction de le repasser pendant une période de 6 mois ainsi que la confiscation de son véhicule. Son avocat a annoncé avoir fait appel de cette condamnation.

## Résumé des activités dans l'audiovisuel

### Télévision

#### Animateur
- 1983 : Super défi (TF1)
- 1985 - 1987 : C'est encore mieux l'après-midi (Antenne 2)
- 1986 : Toutes folles de lui  (Antenne 2)
- 1987 - 1988 : Panique sur le 16 (TF1)
- 1988 - 1992 : Ciel, mon mardi !, avec Patrice Carmouze (TF1)
- 1990 : Ça sent le poisson (TF1)
- 1990 : Génération succès (TF1)
- 1991 : Les étoiles du rire, coprésentation avec Michel Drucker (TF1)
- 1992 : La première fois, coprésentation avec Philippe Bouvard (TF1)
- Septembre 1992 - juin 1994 : Coucou c'est nous !, coanimation avec Patrice Carmouze (TF1)
- 7 avril 1994 : Sidaction, coprésentation avec Frédéric Mitterrand, retransmis sur plusieurs chaînes (TF1, France 2, France 3, Canal+, Arte, M6, RFO, RTBF, RTL-TVI, TSR et Monté-Carlo TMC)
- Septembre 1994 - janvier 1995 : Tout le toutim (TF1)
- Janvier - juin 1995 : Coucou ! (TF1)
- Septembre 1995 - juin 1996 : Comme un lundi (TF1)
- 1996 : Top à Maritie et Gilbert Carpentier (TF1)
- Janvier - juin 1997 : Télé Qua Non (France 2)
- Septembre 1997 - juin 1998 : Du fer dans les épinards (France 2)
- 1997 : Les Beaux Joueurs (France 2)
- 1997 : Aime comme maman (France 2)
- Avril 1999 : La Grosse Émission (Comédie !)
- 31 décembre 1999 : Le Millénium : coprésentation avec 11 personnalités de TF1 (journalistes, animateurs, animatrices)
- 2000 : Science infuse (TF1)
- Septembre 2000 - juin 2001 : Ciel mon mardi !, le retour (TF1)
- 2001 : Tant qu'il y aura un homme (TF1)
- Mai 2002 : Tenue de soirée (Canal +)
- 2003 : Bac blanc : coprésentation avec Carole Rousseau (TF1)
- 2003 - 2012 : Les 100 plus grands... déclinée sous plusieurs thèmes : coprésentation d'abord avec Valérie Bénaïm (2003-2004) puis avec Sandrine Quétier (2004-2012) et Patrice Carmouze (2008-2009) (TF1)
- Avril - juin 2004 : La Ferme Célébrités : coprésentation avec Patrice Carmouze (TF1)
- 2004 : Coucou c'est nous, 10 ans déjà : coprésentation avec Patrice Carmouze (TF1)
- 2004 : Les Jeux Olympiques des animaux : coprésentation avec Patrice Carmouze (TF1)
- 2004 : Au secours... ils reviennent ! : coprésentation avec Patrice Carmouze (TF1)
- 2004 et 2007 : La plus belle femme du monde : coprésentation avec Laurence Boccolini (TF1)
- Avril - juin 2005 : La Ferme Célébrités - saison 2 : coprésentation avec Patrice Carmouze (TF1)
- 2005 : Bêtes de scène... le concours : coprésentation avec Patrice Carmouze (TF1)
- 2005 : Le plus bel homme du monde : coprésentation avec Laurence Boccolini (TF1)
- 2005 - 2010 La soirée de l'étrange : coprésentation avec Patrice Carmouze (TF1)
- 2005 : Le certif : coprésentation avec Patrice Carmouze et Sandrine Quétier (TF1)
- 2006 : Je suis une célébrité, sortez-moi de là ! (saison 1) : coprésentation avec Jean-Pierre Foucault (TF1)
- 2006 : Les 50 personnalités qui ont choqué les Français : coprésentation avec Carole Rousseau (TF1)
- 2006 : Le meilleur des célébrités : coprésentation avec Jean-Pierre Foucault (TF1)
- Juin 2006 : Ciel mon mardi - L'émission coup de poing (TF1)
- Juillet 2006 : Mascarade : coprésentation avec Patrice Carmouze, TF1
- Août 2006 - juin 2011 : La Roue de la fortune avec Victoria Silvstedt (TF1)
- Novembre 2006 : Où sont passées les grandes gueules ? : coprésentation avec Patrice Carmouze (TF1)
- 2007 - 2014 : Une famille en or (TF1)
- 2007 - 2012 : Qui sera le prochain ? / Qui sera le meilleur ce soir ? : coanimation avec Liane Foly puis avec Victoria Silvstedt (TF1)
- 2008 : Pas bêtes du tout (TF1)
- 2008 : Nord/Sud : le grand match (TF1)
- 31 décembre 2008 et 31 décembre 2009 : Les 100 plus grands… du 31 ! : coprésentation avec Sandrine Quétier et Patrice Carmouze (TF1)
- 2009 et 2011 : Le Plus Grand Quiz de France (présenté par Sandrine Quétier) : membre du jury (TF1)
- 2010 : Une soirée de bête (TF1)
- 2010 : La plus belle femme du monde : coprésentation avec Patrice Carmouze (TF1)
- 2011 : Chac : coprésentation avec Patrice Carmouze (TMC)
- 2012 et 2013 : Coucou c'est nous, les moments cultes (en 3 parties) : coprésentation avec Laurence Boccolini (TF1 puis TMC)
- 2012 : Drôles d'animaux : coprésentation avec Patrice Carmouze (TMC)
- 2013 : Coucou c'est toujours nous : coprésentation avec Patrice Carmouze (TMC)
- 2013 : L'Incroyable anniversaire de Line : coprésentation avec Muriel Robin (TF1)
- 6 février 2015 :  TF1, 40 ans d'émotions partagées : coprésentation avec Gilles Bouleau (TF1)
- Mars 2015, novembre 2015, janvier 2016 : Les Extra-ordinaires : coprésentation avec Marine Lorphelin (TF1)
- Juillet 2015 - janvier 2016 : Wish List : La Liste de vos envies (TF1)
- 2017 - 2018 : The Wall : Face au mur (TF1)
- Octobre 2017 : Danse avec les stars : coprésentation avec Sandrine Quétier du deuxième prime-time de la saison 8 (TF1)
- 2018 - 2019 :  Bienvenue chez nous - à la ferme (TF1)
- 2019 : Je suis une célébrité, sortez-moi de là ! (saison 2) : coprésentation avec Laurence Boccolini (TF1)
- 2019 : Stars tout-terrain (TF1)
- 2019 : Animal Academy (TF1)
- 2021 : À prendre ou à laisser (C8)
- 2022 - 2025 : Les Orages de la vie (RTL-TVI)
- 2022 - 2025 :Quelle époque ! présenté par Léa Salamé : « invité permanent » (chroniqueur) (France 2)
- 2023 : Les Super-pouvoirs de l'océan présenté par Léa Salamé et Hugo Clément : reporter (France 2)
- 1er janvier 2024 : Quelle année ! : coanimation avec Philippe Caverivière (France 2)
- Mars 2024 : Les 30 ans du Sidaction : coanimation avec Muriel Robin (France 2)
- 2024 : Quand la télé dérape, 40 ans de scandales (documentaire sur France 3) : narrateur.

#### Participant
- Nice People (2003), TF1
- À l'état sauvage (2017), M6
- Tout le monde joue (2018), France 2 : candidat.
- Top Gear France (2019), RMC Découverte

### Radio
- 1985 : Trivial Pursuit sur Europe 1 : animateur
- 1997 - 1999 : Débat avec les auditeurs (11h-12h) sur Europe 1[75]
- 1999 - 2000 : C'est bien de le dire sur RTL : animateur
- Septembre - décembre 2000 : Les Grosses Têtes sur RTL : animateur
- 2001 : Elle est pas belle la vie sur RTL : animateur)
- 2002 - 2003 : Happy Call sur RTL2 (animateur)[76]
- 2004 - 2005 : Faits de société[77] sur Europe 1 : coanimateur avec Patrice Carmouze
- juin - juillet 2011 : La Bonne Touche sur RTL (remplaçant de Cyril Hanouna)
- 2013 - 2014 : On va s'gêner sur Europe 1 : chroniqueur
- 2015 - 2019 : Les Grosses Têtes sur RTL : sociétaire

## Compétition automobile
Dechavanne est un passionné de sport automobile, notamment de courses sur circuit. Il commence la compétition en 1992 dans la coupe Caterham et participe à plusieurs reprises aux championnats de France et de Belgique de Supertourisme, ainsi qu'à la Porsche Carrera Cup France. Il est titré champion de Belgique Procar-Division 2 en 1996 et 1997 et vice-champion de France Supertourisme en 1998,. Il prend part aux premières éditions du Trophée Andros et aux 24 Heures de Chamonix. L'animateur participe à l'édition 1993 des 24 Heures du Mans sur Venturi 500 LM (abandon) et aux 24 Heures de Spa 1996 sur une Honda Accord.
| Année                  | Équipe        | no | Châssis        | Moteur                     | Pneumatiques | Catégorie | Équipiers                          | Départ | Tours     | Heures    | Résultat         |
| ---------------------- | ------------- | -- | -------------- | -------------------------- | ------------ | --------- | ---------------------------------- | ------ | --------- | --------- | ---------------- |
| 24 Heures du Mans 1993 | Jacadi Racing | 71 | Venturi 500 LM | Renault PRV 3,0 l turbo V6 | Dunlop       | C4        | Jacques Laffite Michel Maisonneuve | 27e    | 210 tours | 21 heures | Abandon (moteur) |

## Filmographie

### Téléfilms
- 2007 : Hubert et le Chien de Laurence Katrian : Hubert Martin
- 2008 : Braquage en famille de Pierre Boutron : Antoine Jacquin
- 2020 : I love you coiffure de Muriel Robin : François (sketch L'Addition)
- 2022 : Capitaine Marleau (épisode Morte saison) de Josée Dayan : William Perrin

### Doublage
- 2006 : L'Âge de glace 2 : Crash (version française)
- 2007 : Bee Movie : Drôle d'abeille : M. Tombalo (version française)
- 2009 : L'Âge de glace 3 : Le Temps des dinosaures : Crash (version française)
- 2011 : L'Âge de glace : Un Noël de mammouths : Crash (version française)
- 2012 : L'Âge de glace 4 : La Dérive des continents : Crash (version française)
- 2016 : L'Âge de glace 5 : Les Lois de l'Univers : Crash (version française)
- 2022 : L'Âge de glace : Les Aventures de Buck Wild : Crash (version française)

## Publications
- Sans transition... : Autobiographie, Flammarion, 2024.  (ISBN 9782080435477)
- La fièvre du mardi soir, Editions n°1, 1995.

## Décorations
- Officier de l'ordre des Arts et des Lettres (nommé directement officier en 2019)[83].